# Internationaler Sozialistischer Kampfbund
Der Internationale sozialistische Kampfbund (ISK) war eine sozialistische Absplitterung von der SPD während der Zeit der Weimarer Republik und aktiv im Widerstand gegen den Nationalsozialismus. International trat die Organisation unter den Namen Militant Socialist International (MSI), Internationale Militante Socialiste und Internacio de Socialista Kunbatalo auf.

## Geschichte
Der ISK war seit 1925 die politisch-organisatorische Plattform eines Kreises um den Göttinger Philosophen Leonard Nelson und seine Mitarbeiterin Minna Specht. Eine Vorläuferorganisation hatten Nelson und Specht unter dem Namen Internationaler sozialistischer Jugendbund (ISJ/IJB) im Jahr 1917 mit Unterstützung Albert Einsteins gegründet. Leonard Nelson – philosophisch dem Neukantianismus zuzurechnen – wollte als Hochschullehrer schon früh über die Universität hinaus auch politisch wirken. Er war der Vertreter eines ethisch motivierten, ebenso antiklerikalen wie antimarxistisch, aber auch undemokratisch ausgerichteten Sozialismus, der zudem einen strikt verpflichtenden Tierschutz und Vegetarismus einschloss. Zur Gründung des ISK entschloss sich Nelson, nachdem Mitglieder des ISJ 1922 sowohl aus der KPD wie schließlich 1925 auch aus der SPD ausgeschlossen worden waren.
Bereits 1924 war der Lehrerkampfbund (LKB) gegründet worden, als dessen Vorsitzender der Göttinger Lehrer Rudolf Küchemann fungierte. Laut dem Stadtarchiv Göttingen war es „aufgrund des starken Engagements des ISK in der Erziehungsfrage [..] es nur folgerichtig, dass die Organisation auch Einfluss auf die Lehrer nahm“.
Zur Öffentlichkeitsarbeit hatte der ISK vom ISJ den Verlag „Öffentliches Leben“ übernommen, in dem ab 1. Januar 1926 das „isk – Mitteilungsblatt des Internationalen Sozialistischen Kampf Bundes“ erschien. (Ab Januar 1929 wurde davon auch eine Ausgabe auf Esperanto herausgebracht und ab April desselben Jahres vierteljährlich in kleiner Auflage noch eine auf Englisch.) Das Blatt hatte meist einen Umfang von acht Seiten und erschien in einer Auflage von durchschnittlich 5000 bis 6000 Exemplaren. – Daneben wurden in dem Verlag u. a. die Hauptwerke Nelsons verlegt, seine philosophisch-politische Schriftenreihe „Öffentliches Leben“ sowie seine 1904 mit dem Mathematiker Gerhard Hessenberg und dem Physiologen Karl Kaiser wiederbegründeten „Abhandlungen der Fries’schen Schule, Neue Folge“, die nach dem Tod von Nelson bis 1937 von dem Medizinnobelpreisträger Otto Meyerhof, dem Soziologen Franz Oppenheimer und Minna Specht fortgeführt werden konnten.

Klebzettel des Internationalen Sozialistischen Kampfbundes 1932

Angesichts der zunehmenden Wahlerfolge der Nationalsozialisten in der Spätphase der Weimarer Republik wurde der ISK mit der Gründung der Tageszeitung Der Funke, die von Willi Eichler geleitet wurde, auch öffentlich aktiv. Bemerkenswert ist sein in Berlin auch weithin plakatierter Dringender Appell zur Reichstagswahl von Juli 1932, in dem „zum Zusammengehen von SPD und KPD für diesen Wahlkampf“ aufgerufen wurde. Unterzeichnet hatten ihn unter anderem Käthe Kollwitz, die Schriftsteller Kurt Hiller, Erich Kästner, Heinrich Mann, Ernst Toller und Arnold Zweig sowie die Wissenschaftler Albert Einstein, Franz Oppenheimer, Emil Gumbel und Arthur Kronfeld.
Nach dem Verbot durch Nationalsozialisten im Jahr 1933 arbeitete der ISK im Widerstand weiter. Jedoch bereits im Jahr 1931 stellte der ISK seine „Kaderschulung“ junger Erwachsener ein, um gegen den erstarkenden Faschismus zu kämpfen. Besser vorbereitet (durch z. B. Vernichtung aller schriftlichen Parteiaufzeichnungen) und straffer organisiert als die nun ebenfalls illegalen größeren Parteien SPD und KPD, konnte der ISK seine Widerstandsarbeit (Ausschleusung politischer Flüchtlinge, technische Sabotage, Verbreitung von Flugblättern u. a.) bis 1938 aufrechterhalten, als eine Reihe von ISKlern im Zuge des sogenannten „Philippson-Prozess“ einer Verhaftungswelle zum Opfer fielen. Unter ihnen war auch Rudi Höll, ISK-Aktivist und Anhänger der Freiwirtschaftslehre Silvio Gesells. Er hatte zuletzt in München im Untergrund gewirkt und beging kurz nach seiner Verhaftung Suizid. Seine Ehefrau Marianne, geborene Timm, wurde kurze Zeit später inhaftiert und als „Mitwisserin“ zu zwei Jahren Zuchthaus verurteilt. Ein Schwerpunkt der illegalen Arbeit des ISK war der Versuch eine klandestine Gewerkschaft, die Unabhängige Sozialistische Gewerkschaft (USG) aufzubauen, dabei wurde die Gruppe von der Internationalen Transportarbeiter-Föderation unterstützt. Zur bekanntesten Widerstandsaktion des ISK wurde die Sabotage der Einweihung der Reichsautobahn 1935. In der Nacht vor der Einweihungsfahrt Hitlers brachten Aktivisten des ISK an allen Brücken nazifeindliche Parolen an. Der NS-Propagandafilm zum Einweihungsakt musste deshalb an zahlreichen Stellen gekürzt werden, um sie nicht mitzuverbreiten.
In Hamburg eröffneten die Mitglieder der illegalen ISK-Reichsleitung Hans Kakies und Erna Mross 1934 eine vegetarische Gaststätte an der Börsenbrücke. Bis zu sechs ISK-Mitglieder arbeiteten dort. Wohnraum und Verpflegung wurden gestellt. Ein Taschengeld gezahlt. Der Rest des Lohnes floss in die illegale Arbeit. Bis 1938 war die Gruppe aktiv und wurde danach von der Gestapo zerschlagen.
Im Exil gab der ISK die Zeitschriften Reinhart-Briefe und Sozialistische Warte heraus, die nach Deutschland geschmuggelt und auf Grund ihrer sachlichen und unpolemischen Berichterstattung auch von anderen Organisationen des Widerstandes geschätzt wurden. Mit dem ISK verbunden waren die Organisationen Socialist Vanguard Group in England und Internationale Militante Socialiste in Frankreich.

## Struktur
Der ISK war nie auf eine Gewinnung großer Anzahl von Mitgliedern aus, sondern auf eine möglichst aktive und schlagkräftige Organisation, was der Widerstandsarbeit ab 1933 zugutekam. Im Gegensatz zu großen Parteien gab es zahlreiche Hürden, mit denen der Beitritt zum ISK eher erschwert wurden:
- Mitarbeit in Gewerkschaft, ISK/IJB und der Arbeiterbewegung allgemein war Pflicht für Mitglieder; es gab keine Möglichkeit einer passiven Mitgliedschaft.
- An die Stelle eines Mitgliedsbeitrags trat eine sogenannte Parteisteuer, die alle (!) 150 Reichsmark übersteigenden Einkünfte des Mitglieds betrug.
- Selbst die Lebensführung wurde an hohe Ideale aus dem Bereich des ethischen Sozialismus verpflichtend ausgerichtet: kein Nikotin, kein Alkohol, verbindliche Pünktlichkeit und Ordnung, sogar ein Kirchenaustritt war wegen der antiklerikalen Haltung der Organisation eine Bedingung für die Mitgliedschaft. Da der ISK Tierrechte forderte, wurde Vegetarismus verlangt.[5]

Der ISK hatte, wohl auch wegen der strengen Anforderungen an Beitrittswillige, nie mehr als 300 Mitglieder. Diese waren in 32 Ortsvereinen organisiert. Der ISK hatte jedoch ein Mehrfaches (1933 zwischen 600 und 1000) an in die politische Arbeit eingebundenen, engeren Sympathisanten. 85 Prozent der Mitglieder des ISK waren bei einer Erhebung im Jahr 1929 unter 35 Jahre alt.
Vorsitzende des ISK (bis 1925 IJB):
- 1922–1927 Leonard Nelson und Minna Specht
- 1927–1945 Willi Eichler und Minna Specht

Von 1924 bis 1933 unterhielt der ISK (bzw. der Vorläufer IJB) zur Nachwuchsförderung das Landerziehungsheim Walkemühle im hessischen Adelshausen bei Melsungen, und von 1931 bis 1933 erschien die parteieigene Tageszeitung Der Funke, die ebenfalls von den Nationalsozialisten verboten wurde. Die Aktivitäten des ISK im Rahmen der Walkemühle sind inzwischen gut dokumentiert.

## ISK-Mitglieder nach 1945
Nach dem Zweiten Weltkrieg wurde der ISK als Organisation nicht weiter geführt und löste sich nach Sondierungsgesprächen zwischen Willi Eichler und dem SPD-Vorsitzenden Kurt Schumacher am 10. Dezember 1945 auf; die meisten seiner vormaligen Mitglieder schlossen sich der SPD an.
Ein prominentes Mitglied des ISK war der spätere stellvertretende Bundesvorsitzender der Arbeitsgemeinschaft ehemals verfolgter Sozialdemokraten und SPD-Stadtverordnete in Frankfurt am Main Ludwig Gehm. Nora Platiel, geb. Block, kam nach Widerstandsaktivitäten in Frankreich (wo sie in einer ISK-Gruppe in Paris mitarbeitete) 1949 nach Kassel, wo sie der SPD wieder beitrat und als Landgerichtsrätin arbeitete. Der langjährige ISK-Vorsitzende Willi Eichler vertrat die SPD von 1949 bis 1953 im Bundestag und gilt als einer der Hauptautoren des Godesberger Programms. Alfred Kubel war langjähriges Mitglied der niedersächsischen Landesregierung – von 1970 bis 1976 als Ministerpräsident. Das Hamburger ISK-Mitglied Hellmut Kalbitzer war mehrfach Abgeordneter im Bundestag, der Hamburger Bürgerschaft und von 1958 bis 1962 Vizepräsident des Europaparlaments. Fritz Eberhard, der dem ISK bis 1939 angehörte, war Abgeordneter des Parlamentarischen Rates und dort an der Verankerung des Rechts auf Kriegsdienstverweigerung im Grundgesetz federführend beteiligt.
Weitere bekannte Mitglieder waren die Autorin Irmgard Heydorn, die Publizistin Hilde Meisel, die Historikerin Susanne Miller, die Physikerin und Pädagogin Grete Hermann, die SPD-Politikerin Anna Beyer, Pädagogin Erna Blencke und Josef Kappius. Auch der langjährige IG-Metall-Vorsitzende Otto Brenner hatte dem ISK nahegestanden.
Als Nachfolgeprojekte des ISK können die von Willi Eichler von 1946 bis 1971 herausgegebene Zeitschrift Geist und Tat – Monatsschrift für Recht, Freiheit und Kultur und bis in die 1960er Jahre die Europäische Verlagsanstalt bezeichnet werden. Der Verlag wurde von Mitglieder der ISK im Jahr 1946 gegründet.